# Diocesi di Sergenza
La diocesi di Sergenza (in latino: Dioecesis Sergentzensis) è una sede soppressa del patriarcato di Costantinopoli e una sede titolare della Chiesa cattolica.

## Storia
Sergenza, identificabile con Binkılıç (già Istranca), nel distretto di Çatalca (provincia di Istanbul), nell'odierna Turchia, è un'antica sede vescovile della provincia romana di Europa nella diocesi civile di Tracia. Faceva parte del patriarcato di Costantinopoli ed era suffraganea dell'arcidiocesi di Eraclea.
La sede è piuttosto tardiva, poiché compare per la prima volta nella Notitia Episcopatuum attribuita all'imperatore Leone VI e databile all'inizio del X secolo; in seguito è documentata nelle Notitiae patriarcali fino al XIV secolo. Di questo periodo è noto un solo vescovo, Giovanni, che partecipò al concilio di Costantinopoli dell'879-880 dove venne riabilitato il patriarca Fozio di Costantinopoli. All'epoca del patriarca Nicola III Grammatico (1084-1111), secondo un documento del XII secolo, il vescovato di Atira "ricevette quello di Sergenza", espressione che indicherebbe una probabile unione momentanea delle due diocesi.
Di questa diocesi non si hanno più notizie fino alla seconda metà del XVI secolo quando, con il nome di Serention (Σερέντιον), è menzionata unita alla diocesi di Tyroloi. Il 9 dicembre 1840 la diocesi di Tyroloi e Serention fu elevata al rango di sede metropolitana; abolita nel giugno 1848, fu restaurata l'8 febbraio 1907. Sul finire della guerra greco-turca, nell'ottobre del 1922 i greco-ortodossi che abitavano la regione furono fatti evacuare verso la Grecia, prima dell'occupazione definitiva dell'esercito turco. Oggi non esistono più cristiani nell'area dell'antica sede metropolitana di Tyroloi e Serention.
Dal 1933 Sergenza è annoverata tra le sedi vescovili titolari della Chiesa cattolica; la sede è vacante dal 24 marzo 1970.

## Cronotassi

### Vescovi greci
- Giovanni † (menzionato nell'879)
- Anonimo † (circa 1084/1111)

### Vescovi titolari latini
- Robert Emmet Tracy † (13 marzo 1959 - 10 agosto 1961 nominato vescovo di Baton Rouge)[7]
- Emilio Sosa Gaona, S.D.B. † (14 maggio 1963 - 24 marzo 1970 deceduto)[8]